# (3143) Genecampbell
(3143) Genecampbell est un astéroïde de la ceinture principale.

## Description
(3143) Genecampbell est un astéroïde de la ceinture principale. Il fut découvert le 31 octobre 1980 à Harvard par l'observatoire de l'université Harvard. Il présente une orbite caractérisée par un demi-grand axe de 2,85 UA, une excentricité de 0,08 et une inclinaison de 3,1° par rapport à l'écliptique.